# Ungleiche Rosenblattwespe
Die Ungleiche Rosenblattwespe (Cladius pectinicornis) ist eine Blattwespe aus der Unterfamilie Nematinae. Das lateinische Art-Epitheton pectinicornis setzt sich aus den Begriffen „gekämmt“ und „hörnig“ zusammen. Es bezieht sich offenbar auf die Fühler der männlichen Blattwespen. Der deutsche Trivialname leitet sich vermutlich von dem daraus resultierenden Geschlechtsdimorphismus ab.

## Merkmale
Die schwarz gefärbten Pflanzenwespen sind 5–7 mm lang. Lediglich die Tibien und die Metatarsen sind weißlich-gelb. Die Männchen weisen gekämmte Fühler auf. Von den drei basalen Geißelgliedern steht jeweils ein annähernd gleichlanger Zahn schräg zur Seite ab. Am vierten Geißelglied befindet sich ein kleinerer Zahn, am fünften ein sehr kurzer Zahn.
Die Afterraupen sind gelbgrün bis grün gefärbt. Sie werden etwa 16 mm lang. Die Kopfkapsel ist hellbraun gefärbt und weist zwischen den beiden Punktaugen einen größeren braunen Fleck auf. Vom Körper der Afterraupen stehen mittellange dunkle Härchen ab.

## Verbreitung
Die Art ist in Europa weit verbreitet. Das Vorkommen reicht von Fennoskandinavien und den Britischen Inseln im Norden bis in den Mittelmeerraum. Cladius pectinicornis gilt in Deutschland als „ungefährdet“.

## Lebensweise
Die Blattwespen beobachtet man gewöhnlich von Mai bis September. Die Art bildet offenbar zwei Generationen im Jahr. Zu den Wirtspflanzen gehören insbesondere die Hundsrose (Rosa canina) und Erdbeeren (Fragaria). Als weitere Wirtspflanzen werden genannt: der Spitzlappige Frauenmantel (Alchemilla vulgaris), das Sumpf-Blutauge (Potentilla palustris), das Echte Mädesüß (Filipendula ulmaria) sowie der Kleine Wiesenknopf (Sanguisorba minor) und der Große Wiesenknopf (Sanguisorba officinalis). Die Weibchen ritzen die Blattstiele der Pflanzen an und legen darin ihre Eier ab. Die geschlüpften Larven fressen meist gregär an den Blättern.

## Taxonomie
Die Art wurde von dem französischen Entomologen Étienne Louis Geoffroy im Jahr 1785 als Tenthredo pectinicornis erstbeschrieben.
In der Literatur finden sich folgende Synonyme:
- Cladius comari Stein, 1886
- Nematus crassicornis Stephens, 1835
- Cladius difformis (Panzer, 1799)
- Cladius geoffroyi Audinet-Serville, 1823
- Cladius gracilicornis Konow, 1884
- Cladius hyalinopterus Konow, 1886
- Cladius isomerus Norton, 1861
- Cladius major Cobelli, 1892
- Cladius morio Audinet-Serville, 1823

## Galerie

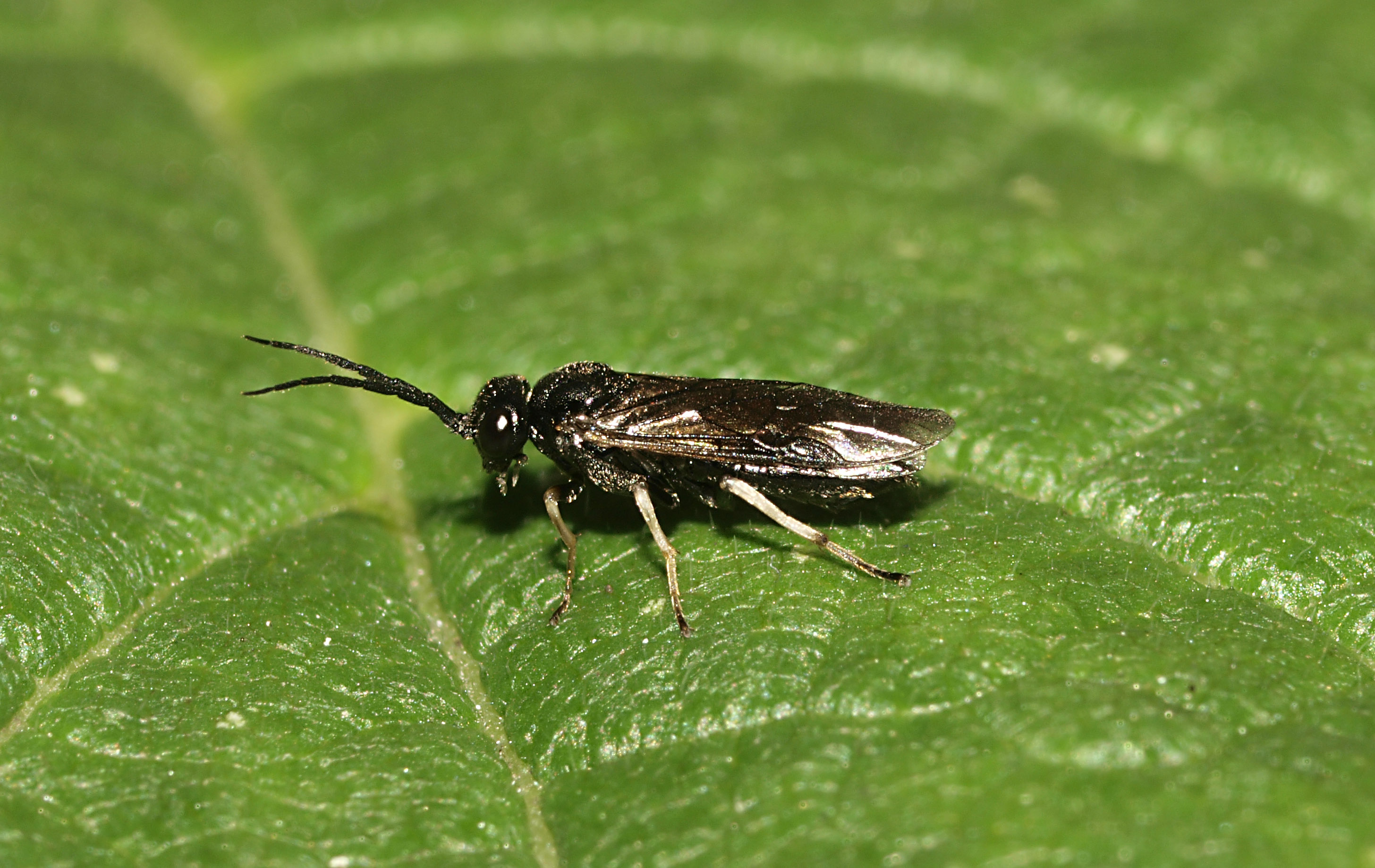
Weibchen
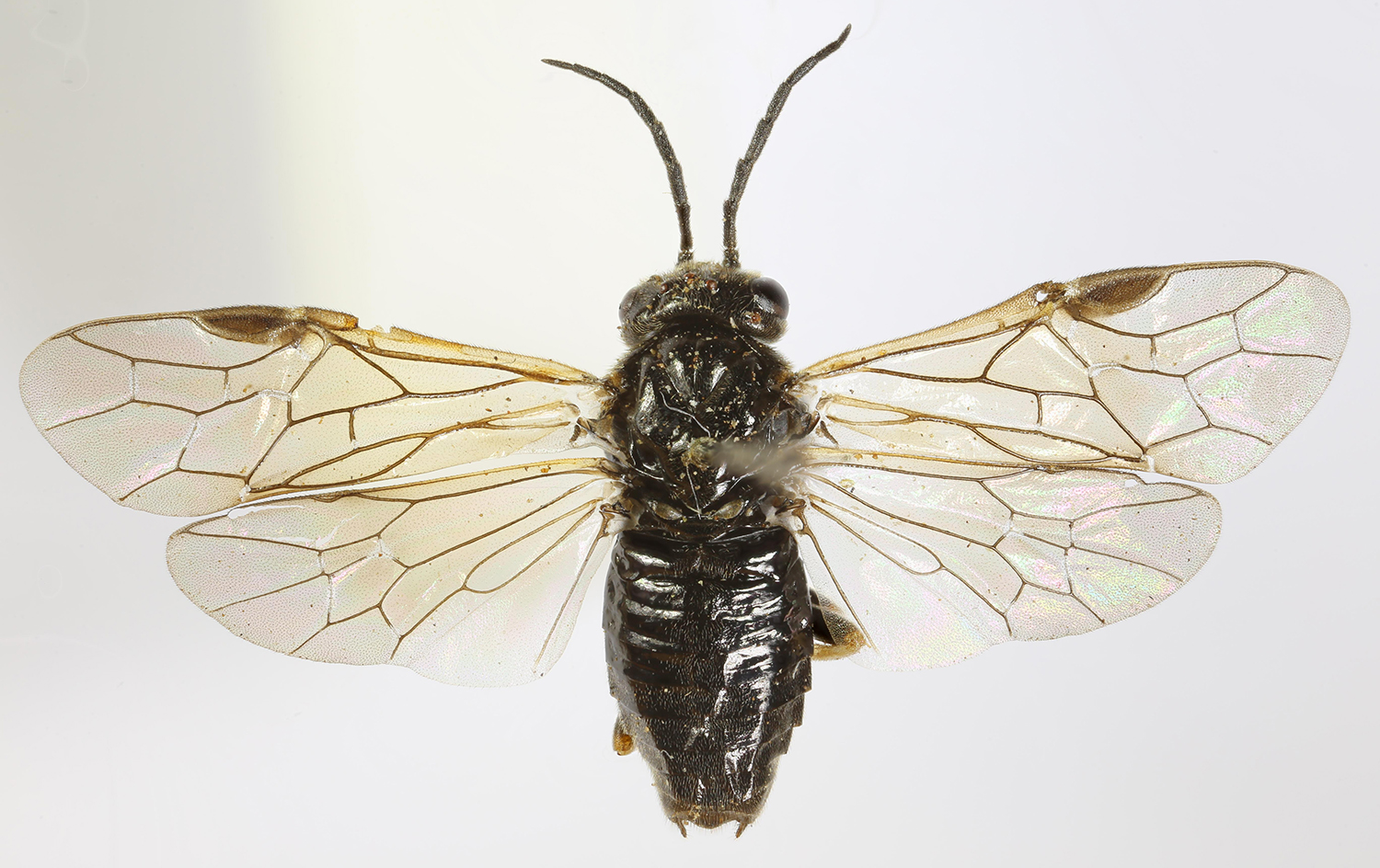
Ventralansicht eines Weibchens mit gespannten Flügeln
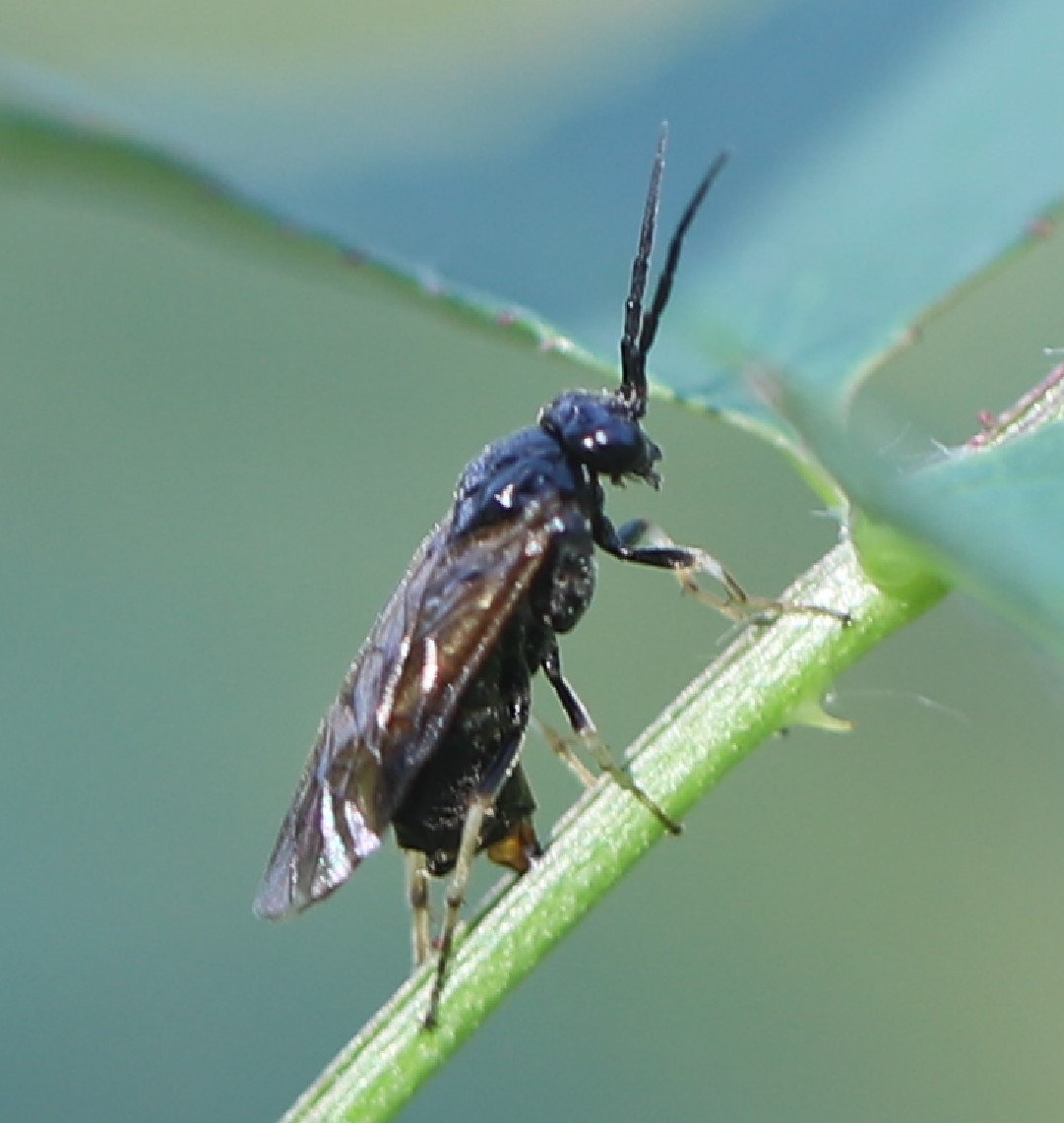
Weibchen bei der Eiablage
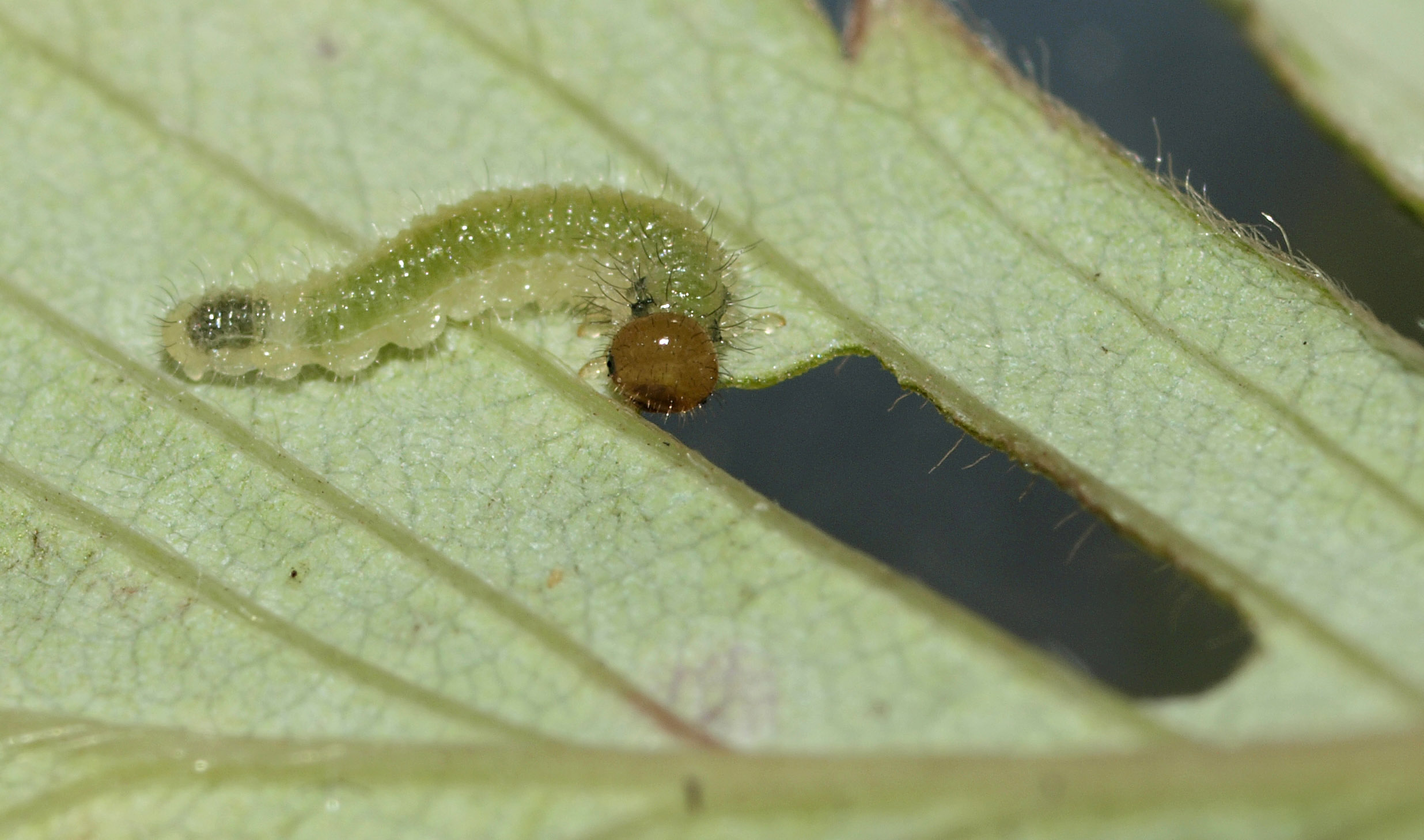
Junglarve
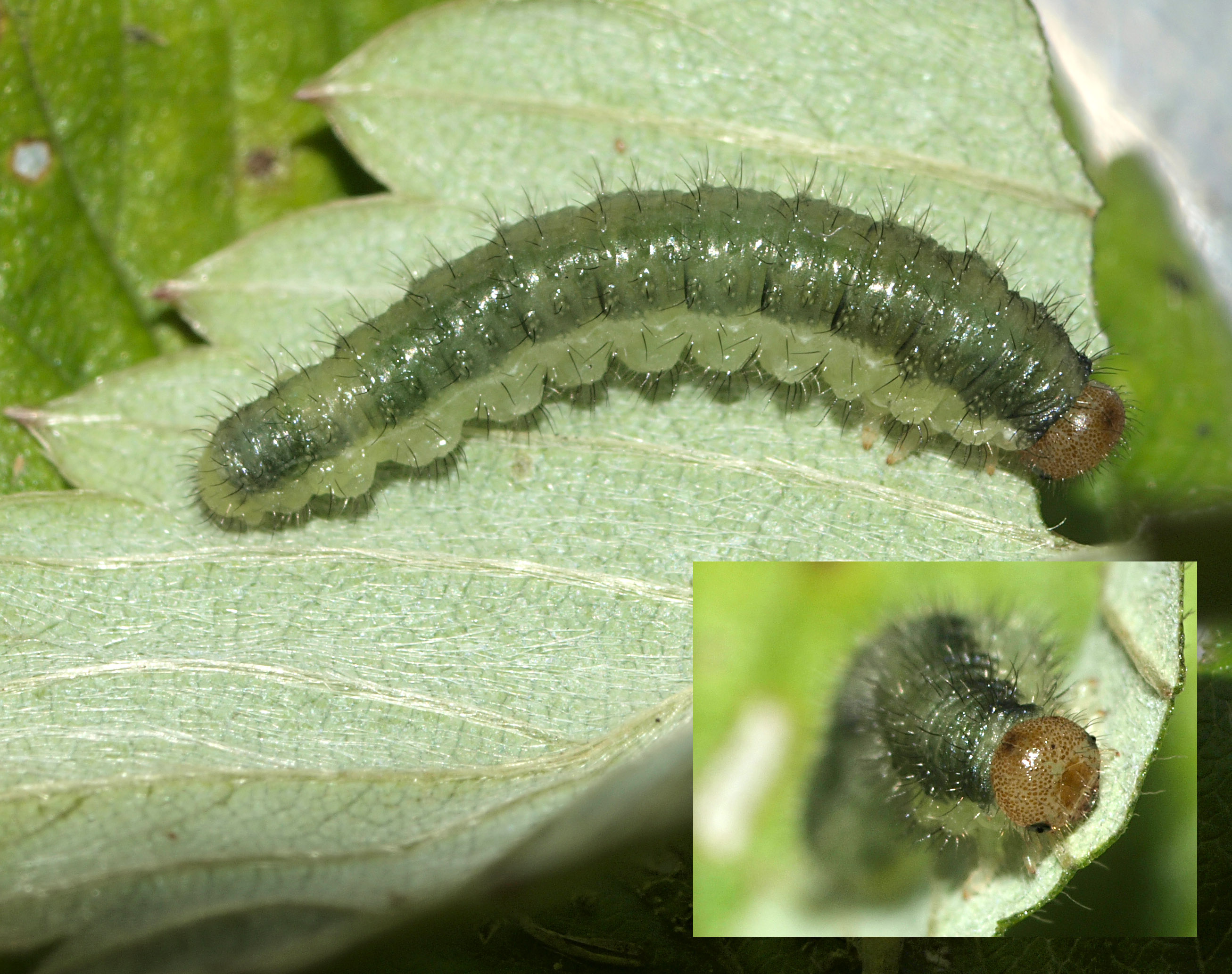
Reifere Larve
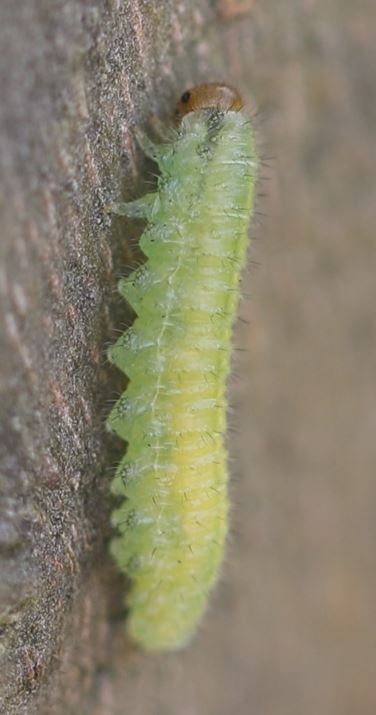
Reifere Larve